# Karmir Aghek
Karmir Agheg là một đô thị thuộc tỉnh Lori, Armenia. Dân số ước tính năm 2011 là 160 người.